# Jorge Campos
Jorge Francisco Campos Navarrete (født 15. oktober 1966 i Acapulco, Mexico) er en tidligere mexicansk fodboldspiller, der primært fungerede som målmand. Han spillede også, højst unormalt for målmænd, af og til angriber og scorede over 30 mål gennem sin karriere.

## Karriere
Campos startede sin karriere hos Pumas UNAM i den hjemlige liga. Her spillede han de følgende syv sæsoner, og det var i primært i denne periode, at han også fungerede som angriber. Han forlod Pumas i 1995, men vendte tilbage og repræsenterede klubben i flere omgange senere i karrieren.
Campos spillede udover tiden hos Pumas også i flere andre mexicanske klubber, heriblandt Tigres UANL, Cruz Azul og Puebla FC. Han var desuden i to omgange i USA, hvor han spillede i Major League Soccer hos både Chicago Fire og Los Angeles Galaxy. Med førstnævnte vandt han mesterskabet i 1998. Det mexicanske mesterskab vandt han to gange, med henholdsvis Pumas og Cruz Azul.

### Landshold
Campos nåede over en periode på 12 år at spille intet mindre end 130 kampe for Mexicos landshold. Hans første landskamp var et opgør mod Uruguay 20. november 1991, mens hans sidste optræden i landsholdstrøjen fandt sted 19. november 2003 i en venskabskamp mod Island.
Han repræsenterede sit land ved tre VM-slutrunder, 1994 i USA, 1998 i Frankrig og 2002 i Sydkorea/Japan. Han var førstevalg ved de første to af slutrunderne, og reserve ved den sidste. Han var også med til at vinde guld ved Confederations Cup 1999 på hjemmebane, samt ved to udgaver af de nordamerikanske mesterskaber CONCACAF Gold Cup.

## Tøjstil
Campos var bredt kendt for at optræde i særdeles farverige spilledragter, som han ofte selv havde designet.

## Titler

### Liga MX
- 1991 med Pumas UNAM
- 1997 med Cruz Azul

### Major League Soccer
- 1998 med Chicago Fire

### U.S. Open Cup
- 1998 med Chicago Fire

### CONCACAF Champions League
- 1989 med Pumas UNAM

### Confederations Cup
- 1999 med Mexico

### CONCACAF Gold Cup
- 1993 og 1996 med Mexico